# Jan Paweł II X lat pontyfikatu (monety kolekcjonerskie)
Jan Paweł II X lat pontyfikatu – monety kolekcjonerskie wyemitowane przez Narodowy Bank Polski, o identycznym rysunku rewersu, nominałach 1000–, 2000–, 5000–, 10 000– oraz 200 000 złotych, bite w złocie, 10 000 również w srebrze, stemplem lustrzanym (złoto, srebro) albo zwykłym (10 000 złotych w złocie), z datą roczną 1988. Ze względu na ówczesną interpretację przepisów prawa bankowego i ustawy o statucie NBP rozróżniającą monety obiegowe przeznaczone do obrotu pieniężnego i okolicznościowe przeznaczone do obrotu kolekcjonerskiego, monety nie zostały formalnie wprowadzone do obiegu. Z tego też powodu nie może być mowy o ich wycofaniu.
Monety zostały wybite z okazji dziesięciu lat pontyfikatu papieża Jana Pawła II. Zaliczane są do serii tematycznej Jan Paweł II.

## Awers
W centralnym punkcie umieszczono godło – orła bez korony, po bokach którego wybito rok 1988, dookoła napis „POLSKA RZECZPOSPOLITA LUDOWA”, na dole napis:
- „ZŁ 1000 ZŁ” albo
- „ZŁ 2000 ZŁ” albo
- „ZŁ 5000 ZŁ” albo
- „ZŁ 10000 ZŁ” albo
- „ZŁ 200000 ZŁ”,

pod łapą orła znak mennicy w Warszawie.

## Rewers
Na tej stronie monety znajduje się lewy profil modlącego się Jana Pawła II w piusce, dookoła napis „JAN PAWEŁ II X LAT PONTYFIKATU”, a na dole, z lewej strony, monogram projektantki.

## Nakłady
Monety bito w Mennicy Państwowej, według projektów: Stanisławy Wątróbskiej-Frindt (awers), Ewy Tyc-Karpińskiej (rewers).  Nakłady, parametry metrologiczne, metale oraz typy stempla poszczególnych nominałów przedstawiono w tabeli:
| Lp. | Nominał         | MetaL        | Stempel   | Średnica (mm) | Masa (gram) | Nakład (sztuk) |
| --- | --------------- | ------------ | --------- | ------------- | ----------- | -------------- |
| 1   | 1000 złotych    | złoto Au999  | lustrzany | 18            | 3,1         | 1000           |
| 2   | 2000 złotych    | złoto Au999  | lustrzany | 22            | 7,7         | 1000           |
| 3   | 5000 złotych    | złoto Au999  | lustrzany | 27            | 15,5        | 1000           |
| 4   | 10 000 złotych  | złoto Au999  | lustrzany | 32            | 31,1        | 1000           |
| 5   | 10 000 złotych  | złoto Au999  | zwykły    | 32            | 31,1        | 1000           |
| 6   | 10 000 złotych  | srebro Ag999 | lustrzany | 32            | 31,1        | 5000           |
| 7   | 200 000 złotych | złoto Au999  | lustrzany | 70            | 373,2       | 300            |

## Opis
Rysunek rewersu jest jednym z siedmiu z Janem Pawłem II, które znalazły się na monetach okresu PRL.
W serii tematycznej Jan Paweł II, z datą roczną 1988 wyemitowano również monetę Jan Paweł II na tle cienkiego krzyża, tylko o nominale 10 000 złotych, tylko w srebrze, stemplem lustrzanym, w nakładzie 5000 sztuk. 

## Wersje próbne
Dla wszystkich nominałów, z wyjątkiem 200 000 złotych, istnieją wersje próbne w niklu z wypukłym napisem PRÓBA, wybite przez Mennicę Państwową w 1989 r. w nakładzie 500 sztuk każda.